# 奮鬥者號潛水器
奮鬥者號潛水器是一艘由中華人民共和國研發的載人潜水器，於2016年由中国船舶集团中国船舶科学研究中心（第七〇二研究所）開始研製。2020年6月19日，該潛艇被正式命名為「奮鬥者」號。

## 研發過程
2020年2月，該潛艇完成了總裝和陸上聯調；3月開展水池試驗。在水池試驗過程中，總共完成了包括全流程考核、多名潛航員承擔水池下潛培訓等25項測試任務。

## 研發結果

### 挑戰最深海溝
2020年11月10日，奮鬥者號載人潛水器採用海上雙母船，探索一號（支援船）與探索二號（保障船）作業方式。在馬里亞納海溝成功達到最深處，坐底深度10,909米。成為中國載人潛艇的新紀錄，也是世界上首次同时将3人带到海洋最深处。11月13日上午，借助项目支持的由中科院深海科学与工程研究所和中央广播电视总台牵头研制的“沧海号”着陆器及可移動的“凌云号”組合而成视频直播系统，完成了载人潜水器与着陆器在万米海底的联合水下拍摄作业，并通过央视总台實現了全球首次萬米海底電視直播。11月30日，无锡举行了“奋斗者”号研制和海试团队返锡迎接活动。
2021年3月16日，中国船舶集团有限公司第七〇二研究所將奮鬥者號潛水器交付給中国科学院深海科学与工程研究所(18°12′38.97″N 109°28′30.21″E / 18.2108250°N 109.4750583°E)，中国科学院深海科学与工程研究所開始负责奮鬥者號潛水器的运维与管理。
2021年8月11日，奮鬥者號潛水器从海南三亚南山科考母港(18°19′14.65″N 109°08′16.97″E / 18.3207361°N 109.1380472°E)出发，参与执行TS21航次深海科考任务。10月8日，奮鬥者號返回三亞。
截至2021年12月5日，奋斗者号已完成21次万米下潜，已有27位科学家通过奋斗者号载人潜水器到达过全球海洋最深处。
2023年1月22日，探索一号科考船成功回收此前在東南印度洋蒂阿蔓蒂那海沟最深点完成深潜作业的奋斗者号潜水器，这是人类历史上首次抵达该海沟的最深点。